# روش نابجایی
روش نابجایی یکی از روش‌های یافتن ریشه معادله است. این روش همگرایی تضمین‌شده دارد. این روش، روش براکت نیز نام دارد (در ویدئو دلیل نامیدن و روش توضیح داده شده).

## روش کار

خط قرمز، تابع است و خطوط آبی، خط‌های کشیده شده برای یافتن ریشه هستند.

مانند شکل روبرو، ابتدا دو نقطه آغازی (در آغاز حدسی هستند) را به هم وصل می‌کنیم. محل برخورد آن‌ها تقریب اول ریشه هستند.
سپس تقریب اول را به تابع وصل می‌کنیم (که مقدار تابع در آن نقطه است).
سپس این نقطه روی تابع را به آن نقطه قبلی متصل می‌کنیم که در طرف دیگر محور x قرار دارد. یا به عبارت دیگر مقدارش با نقطه روی تابع غیرهم‌علامت است.
این روش آن‌قدر ادامه می‌یابد تا به حد تعیین شده برای تقریب برسد.